# 엄마와 창녀
《엄마와 창녀》(La Maman Et La Putain, The Mother And The Whore)는 프랑스에서 제작된 장 외스타슈 감독의 1973년 드라마 영화이다. 베르나데트 라퐁 등이 주연으로 출연하였고 봅 라펠슨 등이 제작에 참여하였다.

## 출연

### 주연
- 베르나데트 라퐁
- 장 피에르 레오

### 조연
- 프랑수와 레브런
- 이사벨르 웨인가르텐
- 피에르 코트렐
- 쟝 두셰
- 베르나르드 에이젠쉬츠
- 장 외스타슈
- 캐롤라인느 로엡
- 제네비에브 무니치
- 노엘 심솔로
- 앙드레 테시네

## 기타
- 공동제작: 벵상 말레
- 의상: 카트린